# Jüdischer Friedhof Šnipiškės
Der Jüdische Friedhof Šnipiškės ist der älteste und größte jüdische Friedhof der litauischen Hauptstadt Vilnius. Er wurde in der Sowjetzeit zerstört.

## Geschichte
In Šnipiškės (Piramónt) gab es die Synagoge Šnipiškės.
Der Friedhof wurde im 15. Jahrhundert im heutigen Zentrum Vilnius auf dem gegenüberliegenden Ufer des Flusses Neris angelegt. 1817 plante die russische zaristische Verwaltung den Friedhof zu schließen. Er wurde erst 1831 geschlossen.
Von 1949 bis 1950 wurde der Friedhof von den Sowjets für den Bau des Žalgiris-Stadions zerstört. … der Jahrhunderte alte jüdische Friedhof [wurde] platt gewalzt. Seine Grabsteine verwendete man für den Bau von Parkanlagen und öffentlichen Gebäuden. Wer sich heute öfters mal bückt und ganz genau hinschaut, wird selbst auf den Gehsteigen der Stadt noch Umrisse von hebräischen Buchstaben erkennen können.
1971 wurde der sowjetische Sportpalast Vilnius in der Mitte des früheren Friedhofs gebaut.
Seit dem 8. April 2008 wird der Ort des Friedhofs vom Staat als Denkmal geschützt.
2017 wurde die Petition für den Erhalt und die Verewigung von  Rūta Bloštein  einberufen.

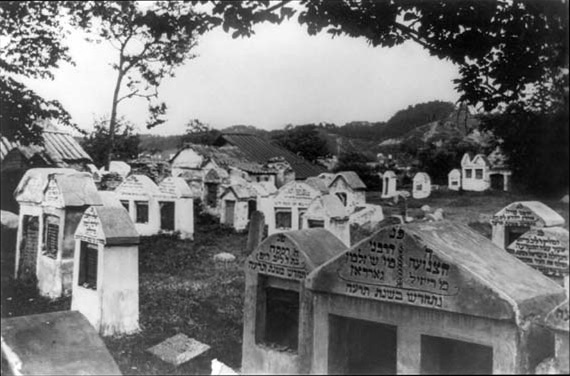
Der jüdische Friedhof Šnipiškės im Jahr 1922
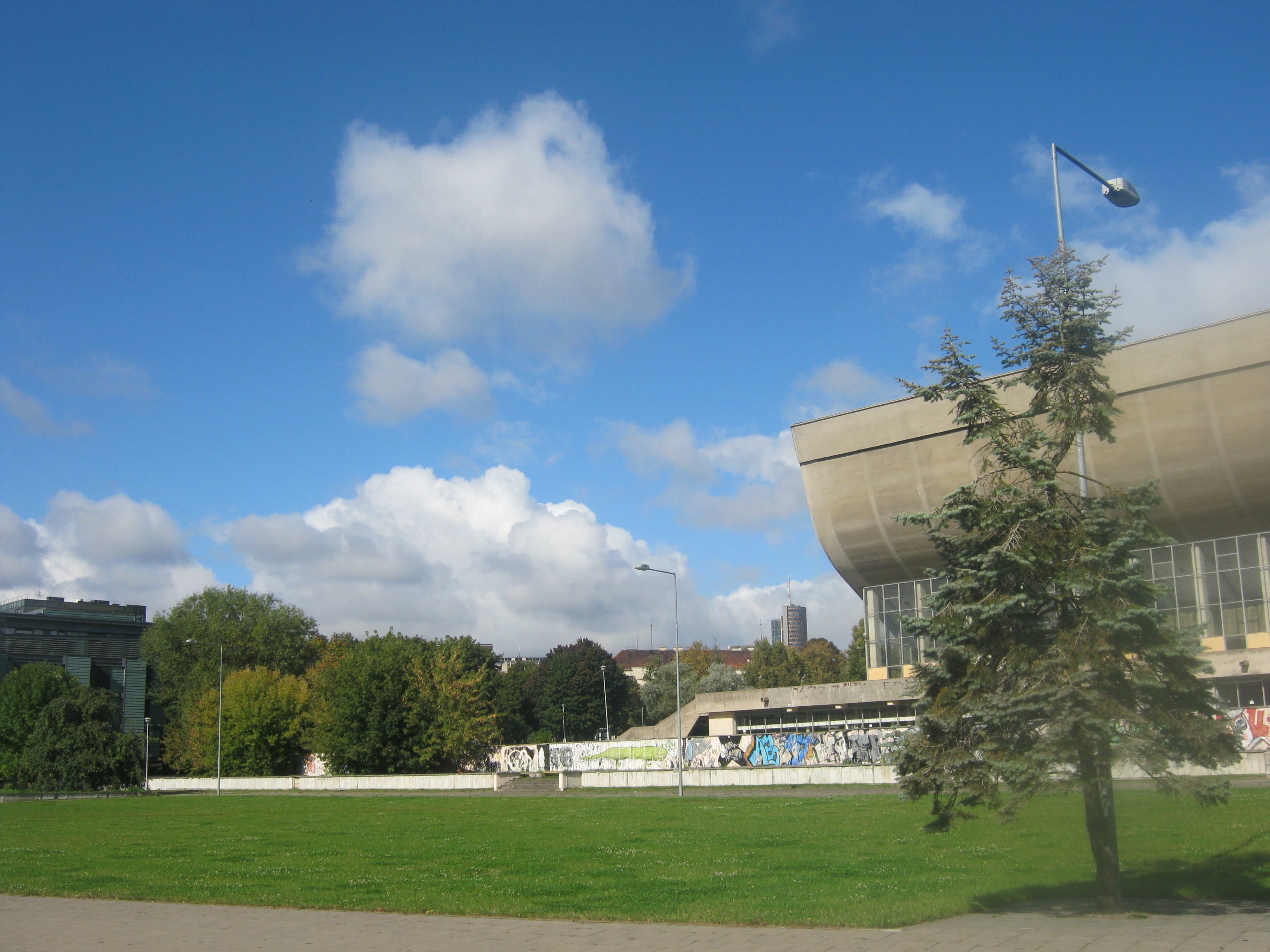
Der Platz 2012
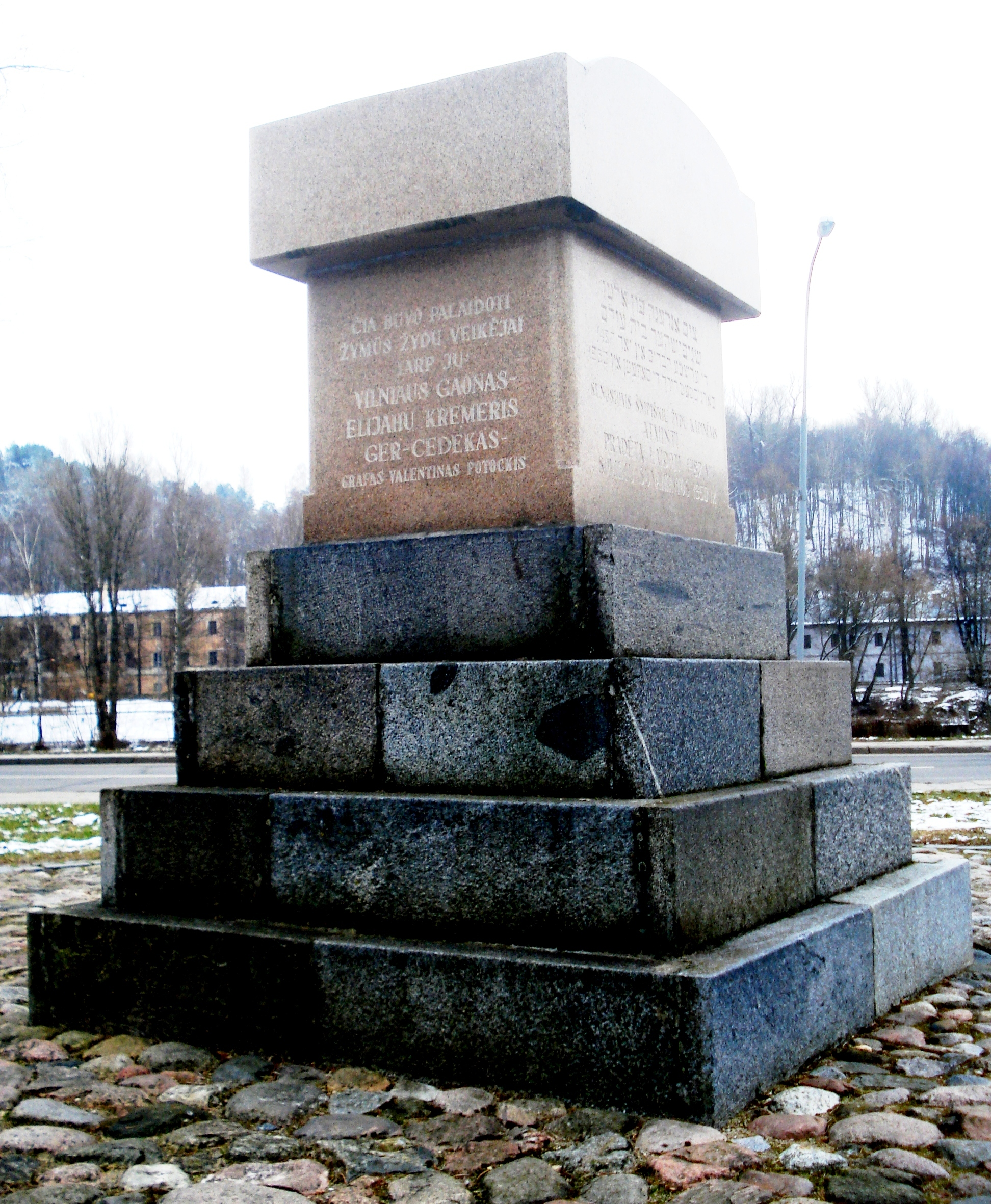
Gedenkstein (2007) für den Gaon von Wilna und Abraham ben Abraham